# Anaides longeciliatus
Anaides longeciliatus är en skalbaggsart som beskrevs av Vladimir Balthasar 1938. Anaides longeciliatus ingår i släktet Anaides och familjen Hybosoridae. Inga underarter finns listade i Catalogue of Life.